# 半乳糖血症
半乳糖血症（Galactosemia）是一種遺傳性代謝疾病，病患不能正常地將半乳糖代謝，但病患具有可以將乳糖分解成半乳糖與葡萄糖的酶，所以這個症狀與乳糖不耐症不應混為一談。半乳糖血症屬於隱性遺傳，造成病患患病的主要原因是沒有足夠的半乳糖分解酶。
格佩特於1917年首先對這個疾病進行描述；在1956年時，赫爾曼克爾卡（Herman Kalckar）所領導的團隊確認半乳糖血症時因為半乳糖分解酶具有基因上的缺陷。
半乳糖血症的發生率約6萬名新生兒中會有1位。愛爾蘭游牧民族的發生率更高出許多，原因可能是近親繁殖，造成一個較小的基因庫。

## 病因

乳糖
葡萄糖
半乳糖

飲食中的乳糖經由酶分解成半乳糖與葡萄糖。患有半乳糖血症的患者，分解半乳糖的酶不足或是完全缺失，累積到有毒濃度的1-磷酸半乳糖，會產生一些半乳糖血症的典型症狀：肝臟腫大、肝硬化、腎衰竭、白內障、腦損傷以及卵巢衰竭，新生兒患有半乳糖血症的致死率高達75%。
因為半乳糖血症是隱性遺傳，這代表子代必須從父親與母親分別獲得一個缺陷的基因。異形配子便是基因攜帶者，因為他們具有一個正常基因與一個缺陷基因，而且基因攜帶者沒有症狀。

## 類型
半乳糖藉由3種酶分解，被稱為勒盧瓦爾途徑（Leloir），所以有3種類型的半乳糖血症。
| Type   | 疾病資料庫                  | OMIM   | 基因  | 基因座   | 酶                 | 名稱                                        |
| Type 1 | 5056（页面存档备份，存于）  | 230400 | GALT  | 9p13     | 1-磷酸半乳糖轉移酶 | 典型半乳糖血症                              |
| Type 2 | 29829（页面存档备份，存于） | 230200 | GALK1 | 17q24    | 半乳糖激酶         | 半乳糖激酶缺乏                              |
| Type 3 | 29842（页面存档备份，存于） | 230350 | GALE  | 1p36-p35 | UDP半乳糖表異構酶  | 半乳糖表異構酶不足、UDP4-半乳糖表異構酶不足 |

## 半乳糖累積

### 還原成半乳糖醇
半乳糖血症的患者，大量累積的半乳糖會進行醣類代謝中的多元醇反應，第一步是還原醛糖，最近資料顯示醛糖還原酶是主要負責這個途徑的酶，所以醛糖還原酶可以將半乳糖轉變成具有羥基的形態，即半乳糖醛。但半乳糖醛不是合適的物質進行下一步多元醇反應，因此半乳糖醛會堆積在體內組織以及尿液排出。半乳糖血症患者分為三型，詳見上表。

### 氧化成半乳醣酸
堆積的半乳糖可能進行替代途徑，氧化成半乳醣酸。半乳醣酸的機制目前尚不明朗，但最近研究指出半乳糖去氫酶可能是主導這個反應的酶，可以將半乳醣轉變成半乳醣酸內酯，之後會自發地或在被酶催化成半乳醣酸，而半乳醣酸形成後，便不會參與五碳糖磷酸化的途徑。所以氧化成半乳醣酸是一個選擇性途徑，也是代謝半乳糖的一種方式，而且半乳糖酸的堆積所造成的傷害比半乳糖醛小。

## 診斷
現在美國會為新生兒做半乳糖血症的篩檢。新生兒產生典型的半乳糖血症為嗜睡、嘔吐、腹瀉、不能正常生長以及黃疸等症狀。這些症狀並非半乳糖血症特有症狀，所以經常造成延誤診斷。幸運地，大部分胎兒藉由新生兒篩檢便可察覺半乳糖血症。如果有半乳糖血症的家族病史，醫生可以藉由羊膜穿刺或是絨毛膜穿刺取得液體做檢驗。
半乳糖血症的篩檢多利用血液或尿液，並觀察三種酶是否能有效地將牛奶轉變成葡萄糖---人體主要使用的糖類。若任一種酶不能作用，會造成高濃度的半乳糖累積在血液或尿液。 若有症狀的嬰兒會在幾天內產生嚴重病症，甚至死亡，因此代謝疾病的篩檢絕對不能怠慢。新生兒篩檢簡稱NBS，經由新生兒篩檢可以在食用母乳前確定不會有不良影響。
新生兒篩檢的檢驗並不依賴蛋白質或是乳糖的消化，而是採用嬰兒的第一個血液樣本，如果有輸血，需要採用輸血前的樣本。而且這些樣本中的酶會因為高溫或是暴露時間過長而損壞，新生兒篩檢可以檢驗出半乳糖血症，有三套檢測方法，分別是博伊特勒檢測（Beutler's test）、希爾檢測（Hill test）以及佛羅里達檢測（Florida test）。例如博伊特勒檢測測量酶濃度，所以不需要藉由乳糖消化做檢驗。

## 治療
治療典型的半乳糖血症的唯一方法是減少乳糖與半乳糖的攝入，雖然已經進行早期診斷以及嚴格的飲食控制，但仍有些患者出現長期併發症，例如說話困難、共濟失調、辨距不良、骨密度降低、學習障礙、白內障、神經功能缺損（會震顫）以及卵巢功能衰竭等。典型半乳糖血症不能食用母乳，或含半乳糖的任何乳製品、乳酪，可以換喝完全無半乳糖的特製奶或大豆相關配方奶
半乳糖血症有時候會與乳糖不耐症混淆，但半乳糖血症相較之下嚴重許多，因為乳糖不耐症的患者僅缺乏乳糖酶，接觸乳製品頂多腹部疼痛但不會產生長期的症狀，而半乳糖血症會對身體造成長期的傷害。

## 近期研究
基因圖譜使用特定的轉型方法可以了解更多與半乳糖血症相關的基因錯誤，半乳糖血症現在被認定可能是許多錯誤基因錯誤的集合所造成.

。